# Natalja Vodjanova
Natalja Mihajlovna Vodjanova (ruski: Наталья Михайловна Водянова, Nižnji Novgorod, Rusija, 28. veljače 1982.) - ruska manekenka
Natalja Vodjanova rođena je u ruskom gradu pod imenom Gorki (danas Nižnji Novgorod). Živjela je u ne baš dobrim uvjetima s majkom i sestrom. U dobi od 11 godina djevojčica je počela pomagati majci u prodaji voća i povrća na štandu, često preskačući školsku nastavu. Zahvaljujući tome, majka je mogla brinuti o mlađoj sestri, koja boluje od cerebralne paralize.
Na castingu primijetio ju je agent iz Pariza koji joj je ponudio pomoć u karijeri. Uvjet je bio naučiti engleski za 3 mjeseca. Ubrzo, sa 17 godina, otišla je u Pariz, gdje se za nju zainteresirala agencija Viva. S vremenom je razvila vrlo uspješnu manekensku karijeru i sudjelovala na više od 200 modnih revija, surađujući s najpoznatijim svjetskim modnim kućama, modnim časopisima i fotografima.
Godine 2012. zauzela je treće mjesto na Forbesovoj listi modela s najvećom zaradom. Procjenjuje se, da je zaradila 8,6 milijuna dolara u jednoj godini. Vodjanova ima status supermodela, visokih prihoda, svjetske reputacije i iskustva u vrhu modne industrije.
Osnivačica je Zaklade „Naked Heart”, filantropske organizacije posvećene pomoći djeci s posebnim potrebama i njihovim obiteljima.
Godine 2010. Vodjanova je nagrađena od strane časopisa „Harper's Bazaara” kao inspiracija godine. Godine 2014. časopis „Glamour” proglasio ju je ženom godine i dodijelio joj nagradu "Glas djece".
Imala je ulogu Meduze u filmu Sudar titana (2010.) Osim toga, igrala je glavne uloge u još nekoliko filmova. Također je bila naratorica u velikoj emisiji Labuđeg jezera iz Marijinskog kazališta (2013.)
U svibnju 2009. Vodjanova je bila suvoditeljica polufinala Eurosonga u Moskvi. Dana, 12. prosinca 2009. imenovana je za veleposlanicu Zimskih olimpijskih igara 2014. u Sočiju. Godine 2010. pojavila se na ceremoniji zatvaranja Zimskih olimpijskih igara 2010. u Vancouveru.
Vodjanova je majka petero djece. Također je članica Međunarodnog odbora direktora Specijalnih Olimpijskih igara. Godine 2021. Populacijski fond Ujedinjenih naroda (UNFPA) imenovao ju je za veleposlanicu dobre volje za agenciju za seksualno i reproduktivno zdravlje. Ima nadimak Supernova.